# Junius Richard Jayewardene
Junius Richard (J.R.) Jayewardene, född 17 september 1906 i Colombo, död 1 november 1996 i Colombo, var en lankesisk politiker. Han var Sri Lankas premiärminister från 23 juli 1977 till 6 februari 1978 och landets president från 4 februari 1978 till 2 januari 1989.